# Regalecus russelii
Regalecus russelii (Syn.: Gymnetrus russelii, Cuvier, 1816) ist eine Art aus der Familie der Riemenfische (Regalecidae). Hinter seiner Schwesterart Regalecus glesne ist er der zweitlängste Knochenfisch der Welt.

## Merkmale
Regalecus russelii ist bandförmig langgestreckt und seitlich stark abgeflacht. Er kann eine Länge von 5,5 bis maximal 8 Metern erreichen. Die Anzahl der Wirbel liegt bei 113 bis 122, davon sind 34 bis 37 Rumpfwirbel (127 bis 163 bzw. 45 bis 56, bei Regalecus glesne). Der Fisch ist silbrig, lediglich die aus bis zu einem Meter hohen Flossenstrahlen gebildeten Kämme auf dem Kopf sind rötlich. Der erste Kamm wird von 3 bis 6 durch eine Flossenmembran miteinander verbundenen Flossenstrahlen gebildet (6 bis 8 bei Regalecus glesne), der zweite durch einen einzelnen, gemusterten Flossenstrahl (5 bis 11 bei Regalecus glesne). Dieser ist nicht durch Flossenmembran mit dem vorderen Kamm oder der Rückenflosse verbunden. Die Rückenflosse beginnt über dem Hinterkopf, reicht bis zum Schwanz und erstreckt sich somit über gesamte Körperlänge des Fisches. Sie wird von 333 bis 371 Weichstrahlen gestützt (414 bis 449 bei Regalecus glesne). Von diesen Weichstrahlen befinden sich weniger als 82 über dem Abdomen (90 bis 120 bei Regalecus glesne). Mit ihren wellenförmigen Bewegungen ist die Rückenflosse das Hauptorgan für die Fortbewegung des Fisches. Eine Afterflosse fehlt, die nur bei Jungfischen vorhandene Schwanzflosse ist klein, und hat vier, seltener drei, lange Flossenstrahlen. Die langen, brustständigen Bauchflossen bestehen aus einem einzelnen Flossenstrahl mit mehr als drei, von Flossenmembran gebildeten Anhängen. Die Brustflossen werden von 11 bis 14 Flossenstrahlen gestützt und besitzen eine horizontal zur Körperachse ausgerichtete Basis, so dass sie, am Körper angelegt, senkrecht nach oben gerichtet sind. Große, ausgewachsene Fische besitzen 47 bis 60 lange, borstige Kiemenrechen auf dem ersten Kiemenbogen (33 bis 47 bei Regalecus glesne).
Das Maul ist zahnlos und weit vorstülpbar (protraktil). Am Ende des Magens findet sich ein langer Blinddarm der bis zum Ende des Körpers reicht. Die Muskelsegmente der Rumpfmuskulatur sind zusätzlich zu den horizontalen, vertikalen und transversalen intermuskulären Scheidewänden der meisten übrigen Teleostei, durch bis zu drei weitere dorsale, horizontale und drei weitere ventrale, horizontale Septen gegliedert.
Regalecus russelii besitzt die Fähigkeit der Selbstamputation (Autotomie). Dabei wird ein hinterer Körperteil, z. B. die Schwanzflosse, allein oder mit einem oder zwei hinteren Wirbeln, abgeworfen. Mit zunehmendem Alter werden immer weitere Körperabschnitte im Zuge einer seriellen Autotomie abgeworfen und alle Exemplare, die länger als 1,5 Meter sind, haben ein stumpfes, durch Autotomie verkürztes Körperende. Bei der Autotomie werden keine lebenswichtigen Organe beschädigt und sie kann maximal bis kurz vor dem Anus durchgeführt werden. Die abgeworfenen Körperabschnitte werden niemals regeneriert. Möglicherweise gibt es einen Zusammenhang zwischen der Selbstamputation und einem geringen Nahrungsangebot.

## Lebensweise
Regalecus russelii ist selten und lebt im offenen Ozean im tropischen und subtropischen Pazifik und Indischen Ozean. Tote Exemplare wurden u. a. an den Küsten Japans, Taiwans, Kaliforniens und Baja Californias angespült. Unterwasseraufnahmen zeigten die Art mit langgestrecktem, steifem Körper, senkrecht, mit dem Kopf nach oben und mit der undulierenden Rückenflosse langsam schwimmend. Eventuell nehmen die Fische die senkrechte Körperhaltung ein, um die Silhouette ihrer vor allem aus Leuchtgarnelen, anderen Krebstieren und kleinen Fischen bestehenden Beutetiere vor der hellen Wasseroberfläche als Hintergrund besser sehen zu können. Regalecus russelii tritt oft zu zwei oder drei Exemplaren auf, niemals aber im Schwarm. Bei Begegnungen mit Artgenossen werden die durch die vorderen Rückenflossenstrahlen gebildeten Kopfkämme oft senkrecht nach oben gehalten und die langen Bauchflossen werden horizontal vom Körper weg gestreckt. Die Fische laichen wahrscheinlich zwischen Juli und Dezember, im Nordpazifik westlich der Marianen und möglicherweise auch vor der Küste des südöstlichen Südafrikas. Larven werden nah der Meeresoberfläche gefunden.

## Systematik
Die wissenschaftliche Erstbeschreibung von Regalecus russelii erbrachte der französische Zoologe und Paläontologe Georges Cuvier im Jahr 1816 unter der Bezeichnung Gymnetrus russelii. Zusammen mit Regalecus glesne bildet Regalecus russelii die Gattung Regalecus und zusammen mit Agrostichthys parkeri bilden die beiden Arten die Familie der Riemenfische (Regalecidae), die die größten Vertreter der Glanzfischartigen (Lampriformes) sind.
Synonyme von Regalecus russelii sind: Regalecus caudatus Zugmayer, 1914, Regalecus glesne pacificus Wood-Jones, 1929, Regalecus kinoi Castro-Aguirre, Arvizu-Martinez & Alarcón-Gonzalez, 1991 und Regalecus woodjonesi Whitley, 1933.